# Koinzidenzentfernungsmesser

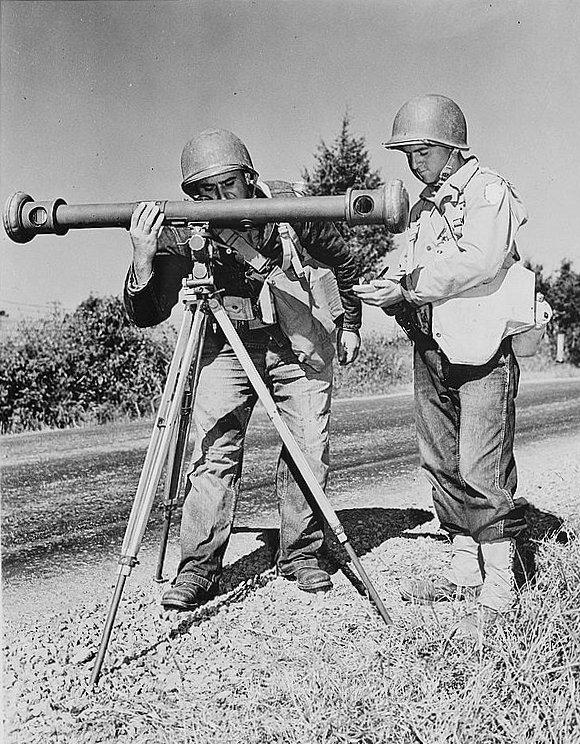
US-amerikanische Soldaten bei der Ausbildung an einem Koinzidenzentfernungsmesser (1942)

Koinzidenzentfernungsmesser sind optisch-mechanische Geräte zur Entfernungsmessung. Sie fanden vor allem im militärischen Bereich und in der Fototechnik ihr Anwendungsgebiet, sind aber mittlerweile fast vollständig von Laser- und Infrarotentfernungsmessern abgelöst worden. Konstruktiv werden Schnittbild- und Mischbildentfernungsmesser unterschieden.

## Grundlagen

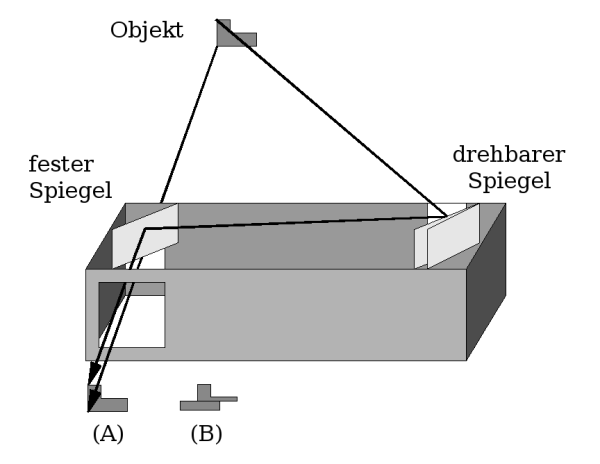
Prinzipieller Aufbau eines Koinzidenzentfernungsmessers

Konzeptionell beruhen Koinzidenzentfernungsmesser auf dem Prinzip der Triangulation. Betrachtet man ein Objekt von zwei verschiedenen Punkten, kann man anhand der Länge der Verbindung zwischen den beiden Punkten – der sogenannten Basislänge – und der Betrachtungswinkel nach dem Sinussatz die Entfernung zum Betrachtungsgegenstand berechnen.
In einem Koinzidenzentfernungsmesser wird die Basis durch die beiden Spiegel gebildet. Während ein Spiegel feststeht, ist der andere Spiegel drehbar gelagert. Die Abbilder der beiden Spiegel werden im Okular zusammengeführt. Sind beide Spiegel genau auf das Ziel gerichtet, sind die Abbilder identisch. Weicht die Ausrichtung des beweglichen Spiegels ab, wird sein Abbild im Okular verschoben. Anhand des Winkels des beweglichen Spiegels kann die Entfernung berechnet werden, da Basislinie und Winkel des festen Spiegels bekannt sind.

## Konstruktion
Koinzidenzentfernungsmesser sind monokulare Geräte. Auch bei Koinzidenzentfernungsmessern von Barr and Stroud wird nur ein Okular für die Bilddarstellung verwendet, in das andere wird die Skale eingespiegelt. Das hat den Vorteil, dass die Entfernung abgelesen werden kann, ohne das Auge vom Okular zu nehmen. Anstelle der oben beschrieben Spiegel werden meist Prismen verwendet.
Aufgrund ihrer monokularen Bauweise stellen Koinzidenzentfernungsmesser im Gegensatz zu Raumbildentfernungsmessern keine besonderen Anforderungen an das räumliche Sehvermögen ihres Benutzers und können praktisch von jedermann benutzt werden. Diese einfache Benutzung hat ihre Verbreitung sehr gefördert. Koinzidenzentfernungsmesser können kontrastreiche und konturenscharfe Ziele gut darstellen, bei schwachem Kontrast, fehlenden Konturen wie z. B. Wolken und bei sich schnell bewegenden Zielen sind sie weniger geeignet.
Trotz des prinzipiell einfachen Aufbaus sind Koinzidenzentfernungsmesser komplexe optisch-mechanische Geräte. Die geforderte Genauigkeit führt teilweise zu hohem Aufwand bei der optischen und Temperaturkompensation. Weiterhin werden im militärischen Bereich hohe Anforderungen an die Robustheit der Geräte gestellt. Die Genauigkeit der Entfernungsmessung hängt u. a. von der Größe der Basislinie ab. Dies führt gerade im militärischen Bereich zu sehr großen Geräten. Militärisch genutzte Entfernungsmesser mussten mehrmals am Tag justiert werden, um eine ausreichende Genauigkeit zu erreichen. In Fotokameras sind aufgrund der vorgegebenen Baugröße Messbereich und Präzision beschränkt. Diese Nachteile führten dazu, dass Koinzidenzentfernungsmesser ab den 1990er Jahren zunehmend durch elektronische Entfernungsmesser abgelöst wurden.

### Schnittbildentfernungsmesser

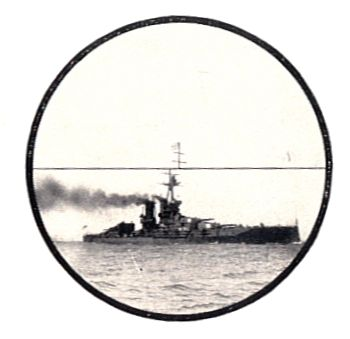
Blick auf ein britisches Schlachtschiff der Iron-Duke-Klasse durch das Okular eines Schnittbildentfernungsmessers. Die obere und die untere Hälfte stimmen nicht miteinander überein - der Mast ist verschoben.

Bei einem Schnittbildentfernungsmesser ist das Bild im Okular in eine obere und untere Hälfte geteilt, die in Übereinstimmung gebracht werden müssen. Sie benötigen vertikal verlaufende Kontrastlinien, um zufriedenstellend zu funktionieren.
Schnittbildentfernungsmesser sind bereits seit den 1890er Jahren im militärischen Bereich gebräuchlich, da Geschütze ab den 1880er Jahren eine Reichweite erreichten, die ein direktes Richten nicht mehr zuließ. Während beim direkten Richten das Ziel mit dem an der Waffe befindlichen Visier direkt angerichtet wird, erfolgt beim indirekten Richten die Einstellung der Richtwerte – Seiten- und Höhenwinkel – nur aufgrund von Berechnungen. Voraussetzung dafür ist die Bestimmung der Entfernung zum Ziel. Barr and Stroud stellten 1891 einen ersten, auf Anforderung der britischen Admiralität entwickelten Schnittbildentfernungsmesser vor.
Die britische Marine hielt noch bis zum Zweiten Weltkrieg am Schnittbildentfernungsmesser fest, während in anderen Seestreitkräften Raumbildentfernungsmesser bevorzugt wurden. 1941 zeigte die amerikanische Flotte in einer Gegenüberstellung, dass es zwischen Raumbild- und Koinzidenzentfernungsmessern keine nennenswerten Unterschiede bzgl. der Messungsgenauigkeit gab.
In den Landstreitkräften setzten sich dagegen schon früh Koinzidenzentfernungsmesser durch, die wesentlich geringere Anforderungen an die Auswahl und Ausbildung der Bedienungen stellten. Dies erst ermöglichte die massenhafte Nutzung dieser Entfernungsmesser bei Artillerie, Flugabwehr und in Panzern. Lediglich bei der Flakartillerie wurden Raumbildentfernungsmesser bevorzugt, da sie für eine dauerhafte Beobachtung wesentlich besser geeignet sind. Nach dem Zweiten Weltkrieg wurden zunehmend Kampfpanzer mit Schnittbildentfernungsmessern ausgerüstet, was die Trefferwahrscheinlichkeit deutlich erhöhte. So verfügten sowohl der amerikanische M60 als auch der sowjetische T-72 zunächst noch über Schnittbildentfernungsmesser. Diese wurden in den 1980er Jahren durch Laserentfernungsmesser abgelöst, als diese Geräte in großen Stückzahlen hergestellt werden konnten.
Analoge Spiegelreflexkameras besaßen oft einen Schnittbildindikator, der im Okular ein ähnliches Bild wie ein Schnittbildentfernungsmesser darstellt. Bei einem Schnittbildindikator wird die Entfernung zum Objekt nicht gemessen, sondern es wird lediglich angezeigt, ob das Objektiv auf den zu fotografierenden Gegenstand fokussiert ist.

### Kehrbildentfernungsmesser
Auch bei einem Kehrbildentfernungsmesser ist das Bild im Okular in eine obere und untere Hälfte geteilt, die in Übereinstimmung gebracht werden müssen. Hier wird jedoch nicht das Bild zerschnitten, sondern das zweite Bild auf dem Kopf stehend eingespiegelt.
Kehrbildentfernungsmesser waren vor allem in deutschen Armeen weit verbreitet. Die während des Ersten Weltkrieges bei der deutschen Flugabwehrartillerie genutzten Entfernungsmessgeräte waren Kehrbildentfernungsmesser. Zunächst wurde der bei der Feldartillerie genutzte und von der Firma Felda entwickelte Entfernungsmesser mit einer Basislänge von 1,25 m genutzt. Dieser war jedoch bald zu ungenau, so konnten nur Ziele bis zu einer Entfernung von 4000 m ausreichend präzise gemessen werden. Ab 1916 wurde ein Kehrbildentfernungsmesser mit einer Messbasis von zwei Meter Länge eingesetzt, mit dem Ziele bis auf 6000 m Entfernung gemessen werden konnten. Mit der zunehmenden Geschwindigkeit der Luftziele wurde es jedoch schwierig, das Luftziel im Visier zu halten und gleichzeitig die Entfernung zu vermessen. Daher ging man auch in Deutschland bei der Flugabwehr zur Nutzung der bei der Marine eingeführten Raumbildentfernungsmesser über. In anderen militärischen Bereichen, wo sich die zu beobachtenden Objekte weniger schnell oder nur zweidimensional bewegten, blieben Koinzidenzentfernungsmesser weiter in Nutzung. Die Nationale Volksarmee der DDR beschaffte mit dem Universalmeßgerät für Pioniere (UMG-Pi) nochmals einen Kehrbildentfernungsmesser. Das Gerät mit einer Basislänge von 52 cm vergrößerte 14-fach. Mit ihm konnten Ziele in Entfernungen zwischen 15 und 3000 m vermessen werden, der Messfehler betrug 20 m.

### Mischbildentfernungsmesser

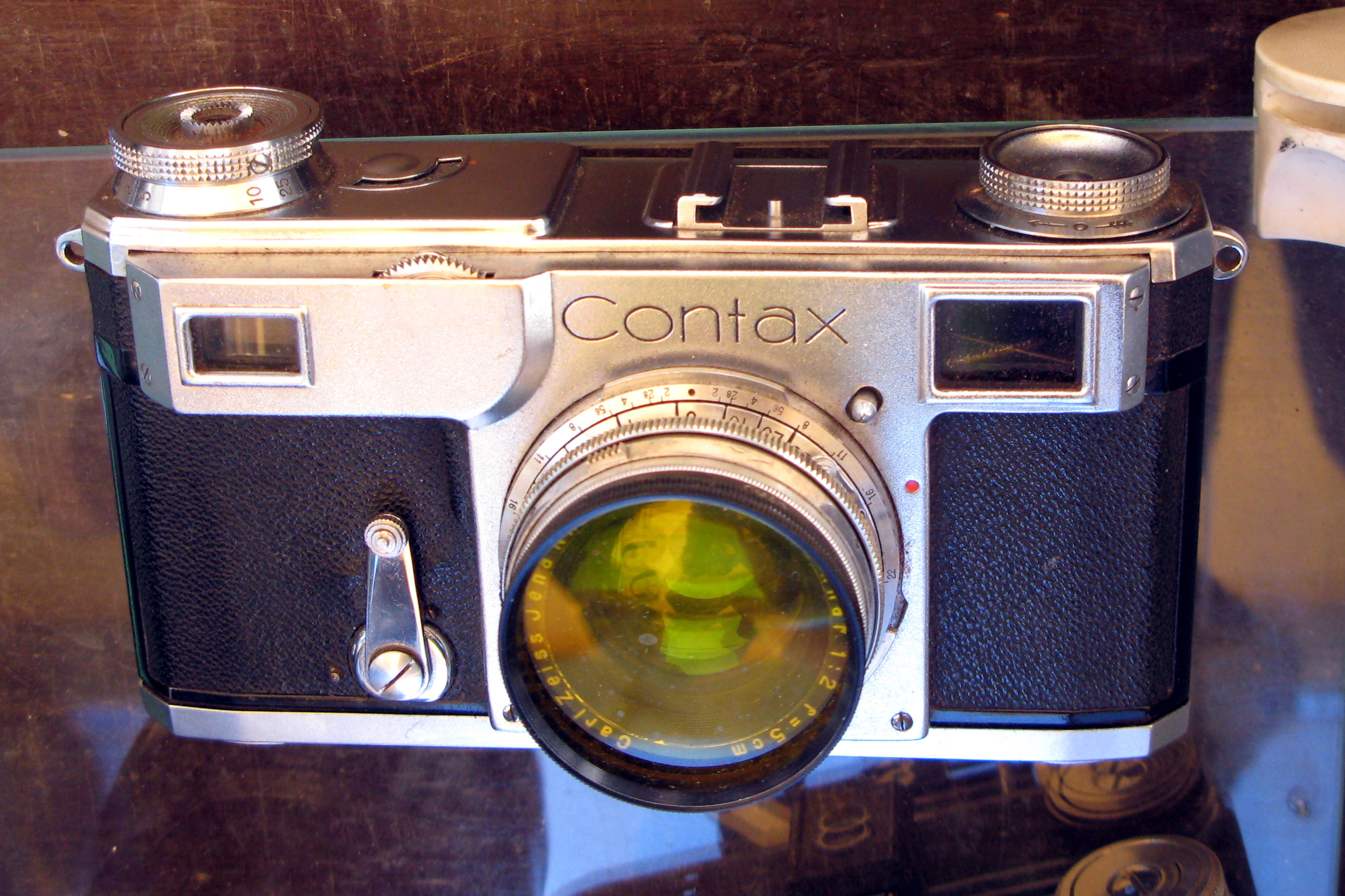
Contax II; zu erkennen sind über dem Objektiv links und rechts die Eintrittsöffnungen für die Messbasis, die größere wird gleichzeitig für den Sucher genutzt.

Mischbildentfernungsmesser, auch Telemeter genannt, wurden vor allem in Messsucherkameras benutzt. Hier ist die Basislinie konstruktiv bedingt sehr klein, die Genauigkeit für die meisten fotografischen Zwecke ausreichend. Mischbildentfernungsmesser finden sich in Messsucherkameras von Contax, die bei Konstruktion und Einführung dieser Technik eine Vorreiterrolle einnahmen, aber auch bei anderen Kameraherstellern. Contax fasste erstmals Sucherbild und Entfernungsmesser in einem Okular zusammen.
Eine Erweiterung des Mischbildentfernungsmessers ist der Phasendetektionsautofokus, der erstmals 1977 bei der Konica C35-AF eingesetzt wurde. Im Gegensatz zu aktiven Autofokussystemen, die nur mit einem Strahlengang arbeiten, wird hier das Bild des Objektes von zwei auf der Basislinie angeordneten Sensoren aufgenommen. Aus dem Versatz der beiden Bilder berechnet die Kamera die Entfernung zum Betrachtungsgegenstand und fokussiert das Objektiv.
Im Kampfpanzer Leopard 1 kam ein Entfernungsmesser zum Einsatz, der als Mischbild- oder Raumbildentfernungsmesser arbeiten konnte.